# Hochkreuz Am Hagelkreuz

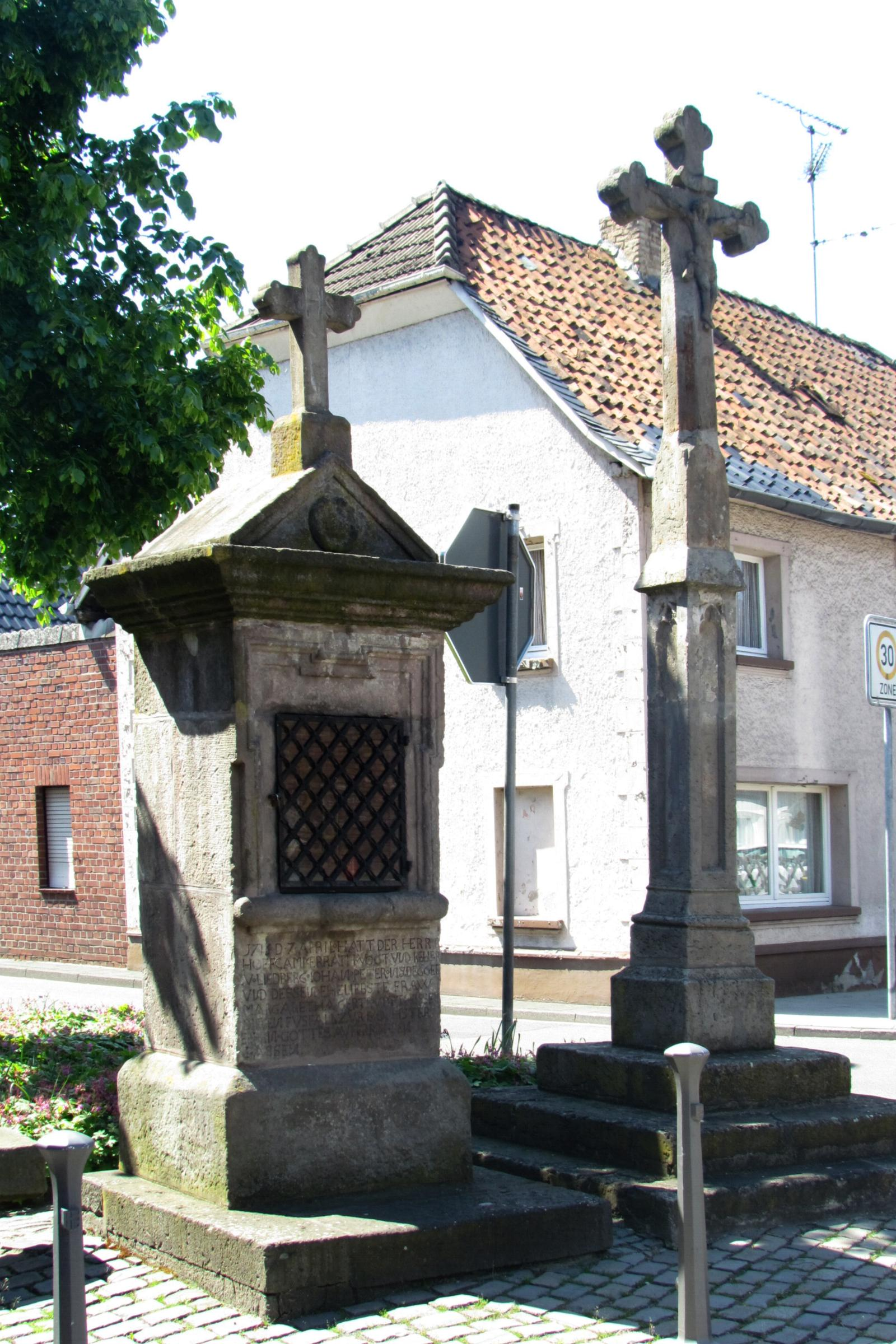
Hochkreuz und Wegestock Am Hagelkreuz

Das Hochkreuz Am Hagelkreuz steht im Stadtteil Glehn in Korschenbroich  im Rhein-Kreis Neuss in Nordrhein-Westfalen.
Das Hochkreuz wurde Anfang des 19. Jahrhunderts erbaut und unter Nr. 041 am 27. August 1985 in die Liste der Baudenkmäler in Korschenbroich eingetragen.

## Architektur
Es handelt sich um ein hohes Hagelkreuz in neugotischen Schmuckformen auf hohem vierstufigen Treppenunterbau. Der Korpus besteht aus Sandstein.